# Phorcus
Phorcus Risso, 1826 è un genere di molluschi gasteropodi marini della famiglia Trochidae.

## Tassonomia
Comprende le seguenti specie:
- Phorcus articulatus (Lamarck, 1822)
- Phorcus atratus (Wood, 1828)
- † Phorcus burgadoi Martín-González, 2018
- † Phorcus gallicophorcus Landau, Van Dingenen & Ceulemans, 2017
- Phorcus lineatus (da Costa, 1778)
- Phorcus mariae Templado & Rolán, 2012
- Phorcus mutabilis (Philippi, 1851)
- Phorcus punctulatus (Lamarck, 1822)
- Phorcus richardi (Payraudeau, 1826)
- Phorcus sauciatus (Koch, 1845)
- Phorcus turbinatus (Born, 1778)